# 河南财政金融学院
河南财政金融学院位于河南省郑州市，于2016年由河南财政税务高等专科学校和河南教育学院合并组建而成。

## 简介
河南财政税务高等专科学校前身是创建于1963年的河南省会计学校，位于郑州市金水区农业路23号，文革爆发后学生造反，校长尹萍、党委书记翟肇基以及部分教师被打成“走资派”遭批斗，受尽各种非人的迫害，学校停止一切教学管理工作，学校先后由校革命委员会、工宣队统管。1970年学校停办，1976年7月复校，1985年经河南省人民政府批准组建成立河南省财政税务专科学校，1992年更名为河南财政税务高等专科学校，2010年10月主校区迁到郑州新区郑开大道北侧。该校隶属河南省财政厅，业务受河南省教育厅领导，是河南最早培养财税、金融、会计等专门人才的学校。河南教育学院前身是1955年成立的河南省教育行政干部学校，1978年成为河南教育学院，它是河南省唯一一所以培养培训中小学教师、教育行政干部和师范性、应用型本专科人才的成人本科高等师范院校。
2015年，河南省人民政府向中华人民共和国教育部呈交《河南省人民政府关于申报设置河南财政金融学院的函》（豫政函〔2015〕75号）。2016年3月22日，中华人民共和国教育部下发《教育部关于同意合并建立河南财政金融学院的函》（教发函〔2016〕64号），同意河南财政税务高等专科学校、河南教育学院合并建立河南财政金融学院，同时撤销河南财政税务高等专科学校、河南教育学院的建制。
2016年5月19日，河南财政金融学院发展战略研讨会暨河南财政金融学院揭牌仪式举行。2017年2月，河南省人民政府下发关于建立河南财政金融学院的实施意见。
河南财政金融学院成立后，拥有象湖校区和龙子湖校区两个校区，总占地1509亩，建筑面积100.6万平米。有全日制在校生近2万人，教职工931人。设专业70个，以经济学、管理学为主，拥有12门省级精品课程。并建有软件工程实训中心、物流专业实训室等271个校内实训室、242个校外实训基地。

## 历任领导
| 河南财政税务高等专科学校校长 1. 陈正华（1963年—1964年，河南省会计学校筹建临时负责人） 2. 翟肇基（1964年9月21日—1966年4月，河南省会计学校校长） 3. 尹萍（1966年4月—1967年6月，河南省会计学校校长） 4. 张殿清（1967年11月—1968年8月，河南省会计学校革命委员会主任） 5. 工人解放军毛泽东思想宣传队（1968年8月—1970年2月） 6. 翟肇基、程秀章（1976年7月—1978年，临时负责人） 7. 郝心才（1980年7月—1982年12月，河南省会计学校校长） 8. 徐正德（1983年9月—1986年5月，河南省会计学校校长） 9. 李德章（1986年5月—1997年3月，河南省财政税务专科学校、河南财政税务高等专科学校校长） 10. 田鸿钧（1997年3月—2000年7月） 11. 李文占（2000年7月—2005年5月） 12. 卢克平（2005年5月—2011年12月） 13. 赵水根（2011年12月—2016年） | 河南财政税务高等专科学校党委书记 1. 翟肇基（1964年12月22日—1966年10月，河南省会计学校党委书记） 2. 于渐聪（1978年8月—1981年5月，河南省会计学校党委书记） 3. 徐正德（1982年8月—1991年8月，河南省会计学校、河南省财政税务专科学校党委书记） 4. 鲍怀谦（1991年8月—1994年11月，河南省财政税务专科学校、河南财政税务高等专科学校党委书记） 5. 胡幼梅（1994年11月—2000年7月） 6. 李少军（2000年7月—2005年5月） 7. 景照辉（2005年5月—2009年3月） 8. 卢克平（2009年3月—2011年12月） 9. 王雪云（2011年12月—2016年） |

| 河南教育学院院长 …… - 刘金海（2000年—2013年） - 李金铭（2013年—2016年） | 河南教育学院党委书记 …… - 白威凉（？—2013年） - 刘金海（2013年—2015年） - 李德平（2015年—2016年） |

| 河南财政金融学院院长 1. 赵水根（2016年—） | 河南财政金融学院党委书记 1. 王雪云（2016年—） |

## 交通
河南财政金融学院有象湖校区和龙子湖校区两座校区
| 途径公交线路一览 | 途径公交线路一览 | 途径公交线路一览 | 途径公交线路一览 | 途径公交线路一览 |
| 编号             | 路线             | 路线             | 路线             | 备注             |
| ---------------- | ---------------- | ---------------- | ---------------- | ---------------- |
| 303              | 工贸路公交站     | ⇆                | 东风南路商都路   |                  |
| 305              | 明理路金水东路   | ⇆                | 白沙镇星联厨卫城 |                  |
| 308              | 岗王公交站       | ⇆                | 学理路明理路     |                  |
| 312              | 河南财政金融学院 | ⇆                | 公交集团         |                  |

| 途径公交线路一览 | 途径公交线路一览             | 途径公交线路一览      | 途径公交线路一览            | 途径公交线路一览      |
| 编号             | 路线                         | 路线                  | 路线                        | 备注                  |
| ---------------- | ---------------------------- | --------------------- | --------------------------- | --------------------- |
| 570              | 已停办                       | 已停办                | 已停办                      | 已停办                |
| 游568            | 已于2025年1月13日停办        | 已于2025年1月13日停办 | 已于2025年1月13日停办       | 已于2025年1月13日停办 |
| 郑开城际         | 开封中心站 开封西站 宋城路站 | ⇆                     | 郑州高铁汽车站 郑州客运北站 |                       |

| 途径公交线路一览 | 途径公交线路一览  | 途径公交线路一览  | 途径公交线路一览         | 途径公交线路一览  |
| 编号             | 路线              | 路线              | 路线                     | 备注              |
| ---------------- | ----------------- | ----------------- | ------------------------ | ----------------- |
| 114              | 商都路十里铺      | ⇆                 | 河南农业大学             |                   |
| 115              | 商都路十里铺      | ⇆                 | 河南大学                 |                   |
| 160              | 东风南路商都路    | ↻                 | 东风南路商都路           | 循环线            |
| 166              | 农业路中州大道    | ⇆                 | 市体育中心               |                   |
| S136             | 已于2021年3月停办 | 已于2021年3月停办 | 已于2021年3月停办        | 已于2021年3月停办 |
| S137             | 河南牧业经济学院  | ⇆                 | 郑东新区郑大一附院       |                   |
| Y31              | 紫荆山金水路东    | ⇆                 | 河南财经政法大学（西门） | 夜间服务          |